# قضايا بيئية

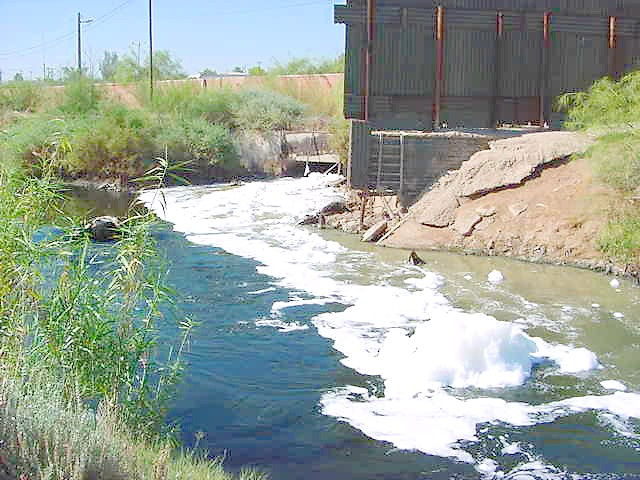
يعتبر تلوث الماء قضية بيئية تؤثر على العديد من المسطحات المائية. تبين هذه الصورة وجود رغوة في النهر الجديد (المكسيك-الولايات المتحدة) عند دخوله أراضي الولايات المتحدة من المكسيك.

القضايا البيئية هي ما يتعلق بتأثيرات الإنسان الضارة على البيئة. الحفاظ على البيئة هي ممارسات تهدف لحماية البيئة الطبيعية على المستوى الفردي أو التنظيمي أو الحكومي، لصالح البيئة والبشر على حدٍ سواء. تعالج مفاهيم حماية البيئة والحركات الاجتماعية والبيئية القضايا البيئية من خلال الدعوة والتعليم والأنشطة.
تجاوزت نسبة ثاني أكسيد الكربون معدلات غازات الدفيئة (GHG) في الغلاف الجوي بنسبة 400 جزء في المليون (حيث يتجاوز إجمالي غازات الدفيئة "طويلة الأجل" نسبة 455 جزء في المليون) (تقرير الفريق الحكومي الدولي المعني بالمناخ). قد تكون كمية غازات الدفيئة في الغلاف الجوي أعلى من حد العتبة الذي يمكن أن يسبب تغييراً في المناخ. ذكر مكتب الأمم المتحدة لتنسيق الشؤون الإنسانية أن تغير المناخ ليس مجرد تهديد مستقبلي بعيد. بل هو المحرّك الأساسي لتزايد الاحتياجات الإنسانية ونحن الآن نرى أثره. كما أن عدد الأشخاص المتضررين والأضرار التي تلحق بالبشر جراء الطقس المتطرف زاد بشكل لم يسبق له مثيل." كما ذكر مكتب الأمم المتحدة لتنسيق الشؤون الإنسانية:
- الكوارث المناخية آخذه في الارتفاع، ترتبط حوالي 70% من الكوارث الآن بالمناخ، وهذه النسبة ارتفعت من 50% خلال العقديين الماضيين.
- تتسبب هذه الكوارث في خسائر بشرية باهظة، فهي ذات ثمن باهظ. في العقد الماضي، تأثر أكثر من 2.4 مليار شخص بالكوارث المتعلقة بالمناخ، مقارنة بـ 1.7 مليار شخص في العقد السابق. ارتفعت كلفة الاستجابة للكوارث عشرة أضعاف بين عامي 1992 و2008
- من المحتمل أن تزداد كميات الأمطار الغزيرة المفاجئة المدمّرة والعواصف الاستوائية الشديدة والفيضانات المتكررة والجفاف، وكذلك ضعف المجتمعات المحلية في غياب إجراءات متضافرة قوية.[3]

تدمير البيئة الذي يسببه البشر هو مشكلة عالمية مستمرة. بحلول عام 2050، من المتوقع أن يصل عدد السكان في العالم بحوالي مليوني شخص، وبذلك يصل إجمالي سكان الكوكب إلى 9.6 بليون إنسان. يمكن رؤية التأثيرات البشرية على الأرض بطرق مختلفة عديدة. أهمها ارتفاع درجة الحرارة، ووفقاُ لتقرير «مناخنا المتغيّر»، فإن الاحترار العالمي المستمر منذ 50 عاماً يرجع سببه الأساسي إلى الأنشطة البشرية. منذ عام 1895, ارتفع معدل درجات الحرارة في الولايات المتحدة بين 1.3 و 1.9 درجة فهرنهايت، وقد حدثت معظم الزيادة منذ حوالي عام 1970.

## الأنواع
تتضمن القضايا البيئية الرئيسية الحالية: الاحتباس الحراري، والتلوث، والتدهور البيئي، واستنزاف الموارد. تضغط حركات الحفاظ على البيئة لحماية الأنواع المهددة بالانقراض وحماية القيم البيئية الطبيعية والأغذية المعدلة وراثياً والعمل لعلاج الاحتباس الحراري

## الأسس العلمية
ازداد مستوى فهم الأرض بشكلٍ ملحوظ في الآونة الأخيرة من خلال العلم، خاصة بتطور تطبيق المنهج العلمي. أصبحت العلوم البيئية الآن دراسة أكاديمية متعددة التخصصات، تدرّس في العديد من الجامعات، وتستخدم كأساس لمعالجة القضايا البيئية.
جمعت كميات كبيرة من البيانات في تقارير، تشترك في كونها منشورات من النوع الشائع المعرف بحالة البيئة. من التقارير المهمة التي صدرت مؤخراً تقييم الألفية للأنظمة البيئية، ساهم فيه 1200 عالم، وصدر عام 2005، أظهر التقرير المستوى العالي الذي يُحدثه البشر على خدمات النظام البيئي.

## المنظمات
تُعالِج المنظمات الحكومية القضايا البيئية على المستوى الإقليمي أو الوطني أو الدولي.
أكبر وكالة دولية معنية هي برنامج الأمم المتحدة للبيئة والتي أنشأت عام 1972. يضم الاتحاد الدولي لحفظ الطبيعة 83 دولة و108 وكالات حكومية و766 منظمة غير حكومية و81 منظمة دولية وحوالي 10,000 خبير وعالم من مختلف دول العالم. تضم المنظمات غير الحكومية الدولية منظمة السلام الأخضر وأصدقاء الأرض والصندوق العالمي للطبيعة. تسنّ الحكومات سيايات بيئية وتفرض قوانين بيئية، وذلك بدرجات متفاوتة في الدول المختلفة.

## الحلول
الاستدامة هي المفتاح لمنع أو الحد من تأثير القضايا البيئية. ثمة دليل علمي واضح الآن على أن البشرية تعيش بشكلٍ غير مستدام، وأن هناك حاجة إلى جهد جماعي غير مسبوق لإعادة الاستخدام البشري للموارد الطبيعية إلى حدود مستدامة. لكي يعيش البشر بشكلٍ مستدام، يجب أن تستخدم الموارد الطبيعية للأرض بمعدل يمكن تجديده (ومن خلال الحد من الاحتباس الحراري). يُقاس هذا الشرط عن طريق البصمة البيئية.
دفعت المخاوف بشأن البيئة إلى تشكيل أحزاب الخضر وهي أحزاب سياسية تسعى لمعالجة القضايا البيئية. في البداية، شكّلت هذه الأحزاب في أستراليا ونيوزيلندا وألمانيا، لكنها تتواجد الآن في العديد من الدول الأخرى.

## في السينما والتلفزيون
شهد عدد الأفلام التي تُنتج حول القضايا البيئية ازدياداً، خاصة ما يتعلق بالاحتباس الحراري. حقق فيلم آل غور حقيقة غير مريحة (2006) نجاحاً تجارياً وتغطية إعلامية كبيرة.